# Нидер, Билл
Билл Нидер (англ. William Henry «Billy» Nieder; 10 августа 1933, Хемпстед, Нью-Йорк — 7 октября 2022, Энджелс-Кэмп, Калифорния) — американский легкоатлет (толкание ядра, метание диска), чемпион и призёр летних Олимпийских игр, участник двух Олимпиад, рекордсмен мира и Олимпийских игр.

## Биография
Нидер родился в Хемпстеде (штат Нью-Йорк) и вырос в Лоренсе (штат Канзас). Он является выпускником Канзасского университета. Во время летних Олимпийских игр 1956 года он выиграл серебряную медаль, проиграв Пэрри О’Брайену. Четыре года спустя он занял четвёртое место на отборочных соревнованиях на олимпийские игры и попал в национальную сборную только после того, как Дэйв Дэвис отказался от участия из-за травмы. На летних Олимпийских играх 1960 года Нидер выиграл золотую медаль с результатом 19,68 м. Этот результат стал олимпийским рекордом и был лучше на полтора метра по сравнению с результатом прошлой Олимпиады. Перри О’Брайен также улучшил свои результаты за это время, но его прогресс был меньше.
Нидер трижды устанавливал мировой рекорд в толкании ядра. После оставления легкоатлетической карьеры после Олимпиады он пробовал заниматься боксом. Его нокаутировали в первом же поединке и он навсегда повесил перчатки.
Он работал в компании «3M» и сыграл важную роль в разработке искусственного спортивного покрытия. Нидер продал первое в истории синтетическое покрытие для беговых дорожек организаторам летних Олимпийских игр 1968 года в Мехико. Такое покрытие теперь входит в стандартную комплектацию всех крупных легкоатлетических соревнований. Позже Нидер разработал новую версию мягкой камеры.
В 2006 году Нидер был занесён в Национальный зал славы лёгкой атлетики.